# Fiat-SPA TL37
Der Fiat-SPA TL37 war ein italienischer vierrädriger Radschlepper.

## Beschreibung
Im Zweiten Weltkrieg gab es Bedarf für Radschlepper. Der SPA TL37 wurde von dem italienischen Heer 1938 ausgewählt. So hatte sich das Fahrzeug in einer Ausschreibung gegen eine Konstruktion des Herstellers Breda Meccanica Bresciana durchsetzen können. Das Fahrzeug wurde von 1938 bis 1945 von der Fiat-Tochter Società Ligure Piemontese Automobili hergestellt. Verwendet wurde das Fahrzeug von der italienischen Armee in verschiedenen Funktionen. Ungarn kaufte eine nicht näher bezifferte Anzahl von Fahrzeugen. Die Wehrmacht verwendete nach dem Waffenstillstand von Cassibile mehrere Dutzend Exemplare. Bis 1948 wurde das Fahrzeug von der italienischen Armee genutzt.

Bilder zu TL37-Varianten
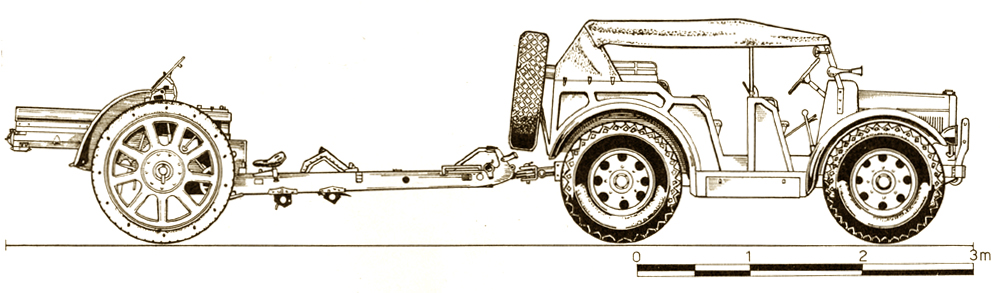
Fiat-SPA TL37 als Zugfahrzeug mit Geschütz
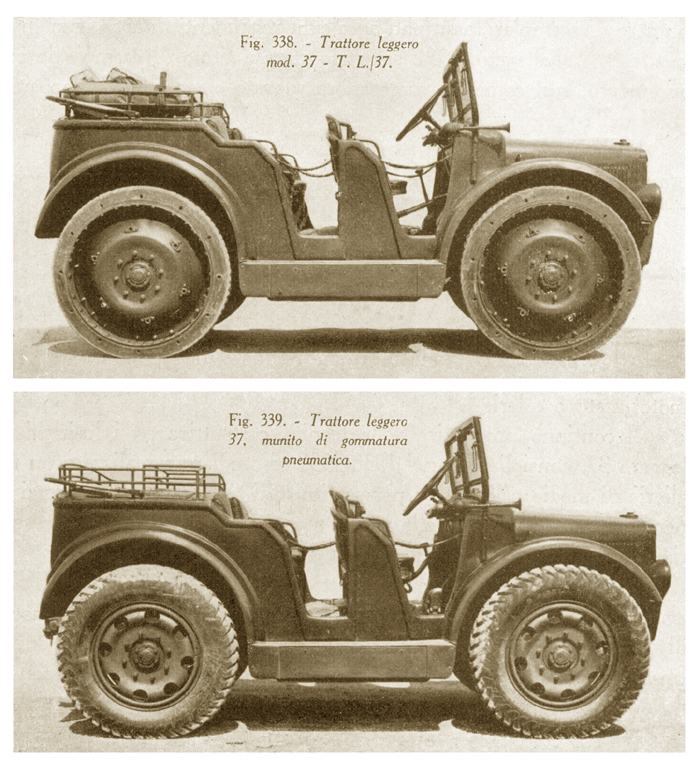
Fiat-SPA TL37 Bereifungsvarianten
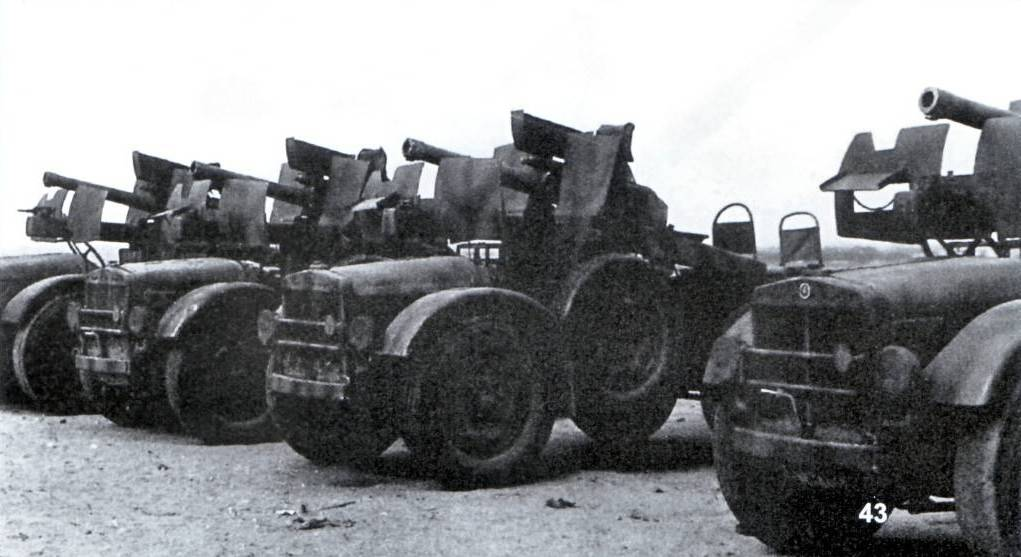
Fiat-SPA TL37 als Selbstfahrlafette mit Geschütz Cannone da 75/27 modello 06 (7,5 cm Feldkanone 237(i))